# Nu stunden är kommen, o saliga fröjd
Nu stunden är kommen, o saliga fröjd är en pingstpsalm diktad 1934 av biskop Olof Bergqvist. 
Melodin är en gammal svensk folkmelodi som omtalas som "Andlig folkvisa från Östergötland" i psalmboken, vilken också brukar användas som melodivariant för psalmen Två väldiga strider om människans själ.
Texten blir fri för publicering år 2010. 

## Publicerad som
- Nr 128 i 1937 års psalmbok under rubriken "Pingst".
- Nr 475 i Den svenska psalmboken 1986 under rubriken "Pingst".